# 香南警察署
香南警察署（こうなんけいさつしょ）は、高知県警察が管轄していた警察署の一つ。署長は警視。2016年4月1日に南国警察署に統合された。

## 所在地
- 高知県香南市赤岡町1375番地

## 管轄区域
- 香南市全域

## 沿革
- 1876年(明治9年)10月15日 - 高知県庁第四課第三警察出張所を設置[1]
- 1876年(明治9年)12月12日 - 赤岡警察出張所に改称[1]。
- 1877年(明治10年)2月 - 赤岡警察署に改称[1]。
- 1948年(昭和23年)2月1日 - 高知県警察部から国家地方警察高知県本部に移管。香長地区警察署赤岡町警部補派出所に降格[1]
- 1951年(昭和26年)10月1日 - 香南地区警察署に昇格[1]。
- 1952年(昭和27年)1月1日 - 赤岡地区警察署に改称[1]。
- 1954年(昭和29年)7月1日 - 高知県警察に移管され、赤岡警察署に改称[1]。
- 2016年（平成28年）4月1日 - 南国警察署に統合。

## 組織
- 警務課
- 会計庶務課
- 生活安全課
- 地域課
- 刑事課
- 交通課
- 警備課

## 交番
なし

## 駐在所
- 夜須駐在所 - 香南市夜須町千切537番地7
- 下分駐在所 - 香南市香我美町下分663番地1
- 吉川駐在所 - 香南市吉川町吉原108番地9
- のいち駐在所 - 香南市野市町西野2072番地4

## 周辺
- 香南市赤岡支所
- 赤岡郵便局
- 香南市立赤岡小学校
- 香南市立赤岡中学校
- 高知県立城山高等学校
- 香宗川

## アクセス
- 土佐くろしお鉄道ごめん・なはり線 あかおか駅から北へ500m
- とさでん交通バス・香南市営バス 香南警察署前停留所下車
- 国道55号沿い